# أناستازيا هاريليك
أناستازيا هاريليك (من مواليد 20 مارس 1991 ) لاعبة كرة طائرة بيلاروسية، تلعب كلاعب خارجي في المنتخب الوطني البيلاروسي للسيدات للكرة الطائرة . 
شاركت في بطولة أوروبا لكرة الطائرة للسيدات 2011 و 2013 و 2015 . على المستوى الوطني تلعب مع CS Știința Bacău .

## روابط خارجية
- أناستازيا هاريليك على موقع الاتحاد الأوروبي (الإنجليزية)
- أناستازيا هاريليك على موقع عالم الكرة الطائرة (الإنجليزية)
- أناستازيا هاريليك على موقع دوري الدرجة الأولى الإيطالي للكرة الطائرة - سيدات (الإيطالية)